# Apanteles isus
Apanteles isus är en stekelart som beskrevs av Nixon 1965. Apanteles isus ingår i släktet Apanteles och familjen bracksteklar. Inga underarter finns listade i Catalogue of Life.